# Erkki Tuominen
Erkki Olavi Tuominen (* 26. Juli 1914 in Hollola; † 25. Juli 1975 in Moskau) war ein finnischer Jurist und Politiker der Kommunistischen Partei Finnlands SKP und der Demokratischen Union des Finnischen Volkes SKDL, der unter anderem 1948 letzter Chef der kommunistisch dominierten Staatspolizei Valtiollinen poliisi sowie zwischen 1970 und 1971 im Kabinett Karjalainen II Justizminister war.

## Leben
Erkki Olavi Tuominen, Sohn des Gerbers Emil Tuominen und dessen Ehefrau Aleksandra Salminen, wurde schon früh Waise und begann nach dem Schulbesuch in Oulunkylä ein Studium der Rechtswissenschaften an der Universität Helsinki, welches er 1941 beendete. Im Anschluss war er kurzzeitig als Rechtsanwalt in der Anwaltskanzlei des Parlamentsabgeordneten Mikko Erich tätig und arbeitete daraufhin während des Fortsetzungskrieges zwischen 1942 und 1944 als Bürosekretär des Sozialministers sowie im Anschluss von 1944 bis 1946 als Abteilungssekretär im Sozialministerium. 1945 wurde er Mitglied der Akademischen Sozialistischen Gesellschaft ASS (Akateeminen Sosialistiseura), eine linke Organisation, die innerhalb der Universität Helsinki tätig ist und die 1925 gegründet wurde, um den wissenschaftlichen Sozialismus bekannt zu machen. Er fungierte mit Unterstützung durch den Vorsitzenden der Kommunistischen Partei Finnlands SKP (Suomen Kommunistinen Puolue) Aimo Aaltonen zwischen 1946 und 1948 zunächst als stellvertretender Chef der kommunistisch dominierten Staatspolizei VALPO (Valtiollinen poliisi) und war damit Vertreter von Kaarlo Tetri beziehungsweise ab 1947 von Hanno J. Kunnas. Als Nachfolger von Kunnas wurde er im März 1948 schließlich selbst letzter Chef der Staatspolizei, aus der per Gesetz vom 17. Dezember 1948 die Schutzpolizei SUPO (Suojelupoliisi) hervorging, deren erster geschäftsführender Direktor Aatto Virta wurde.
Tuominen wurde im Anschluss Mitglied der Demokratischen Union des Finnischen Volkes SKDL (Suomen Kansan Demokraattinen Liitto), die im Oktober 1944 auf Initiative der SKP gegründet wurde, um alle progressiven Kräfte des Landes zu vereinigen. Er war von 1948 bis 1951 zunächst Mitarbeiter der Parteizentrale der SKDL und fungierte nach seinem Eintritt in die SKP 1949 von 1951 bis 1960 als Rechtsberater der SKP-Fraktion im Parlament. 1951 wurde er Mitglied des Valtakunnanoikeus, ein in der finnischen Verfassung verankertes Sondergericht, welches sich mit Anklagen gegen ein Regierungsmitglied, den Justizkanzler, den Ombudsmann des Parlaments oder den Präsidenten oder ein Mitglied der Obersten Gerichte befasste, allerdings nur vier Mal zusammentrat. Er wirkte unter anderem an den Verfahren „Salaputkijuttu“ und „Kätilöopiston juttu“ mit. In der Geschichte der Republik ist der Oberste Gerichtshof allerdings nur viermal zusammengetreten, um sich mit dem rechtswidrigen Verhalten von Regierungsmitgliedern in ihrer offiziellen Funktion zu befassen.
Innerhalb der SKP wurde Tuominen 1954 erstmals Mitglied des Zentralkomitees (ZK) und 1960 auch Mitglied des Politbüros des ZK, der Kerngruppe der Parteiführung unter dem Vorsitzenden Aimo Aaltonen. 1962 wurde er hauptamtliches Vorstandsmitglied und Direktor für Personalmanagement der Sozialversicherungsanstalt KELA Kansaneläkelaitos, deren erweiterten ehrenamtlichen Vorstand er bereits zwischen 1947 und 1949 sowie erneut von 1951 bis 1962 angehört hatte, und bekleidete diese Funktion bis 1975 und war damit einer der engsten Mitarbeiter der KELA-Generaldirektoren Vieno Sukselainen (1954 bis 1971) beziehungsweise Jaakko Pajula. Zum ersten Mal seit der Nachkriegskooperation der drei großen Parteien wurde ein Kommunist in ein wichtiges Staatsamt in Finnland berufen.
Als in den 1960er Jahren die Einheit der SKP-Führung zerfiel, empfahl die Kommunistische Partei der Sowjetunion (KPdSU), Errki Tuominen zum Parteivorsitzenden zu wählen. Auf der SKP-Versammlung im Januar 1966 arbeitete Generalsekretär Ville Pessi daran, die Anweisungen Moskaus umzusetzen, doch Tuominen hatte auf dem Parteitag nicht genügend Unterstützung, so dass der Eurokommunist Aarne Saarinen zum neuen Parteivorsitzenden gewählt wurde. In der Folgezeit gehörte zur Minderheit des Politbüros der SKP, die die Besetzung der Tschechoslowakei durch die Streitkräfte des Warschauer Pakts im August 1968 nicht missbilligen wollte, schloss sich jedoch erst nach der Spaltung der Partei im Januar 1970 der militanten Opposition um den stellvertretenden Parteivorsitzen und Führer des orthodoxen sowjetfreundlichen Parteiflügels Taisto Sinisalo an. 1966 wurde Tuominen Mitglied der sogenannten Ständigen finnisch-sowjetischen zwischenstaatlichen Kommission für wirtschaftliche Zusammenarbeit.
Im Kabinett Karjalainen II übernahm Tuominen am 15. Juli 1970 das Amt als Justizminister (Oikeusministeri) und bekleidete dieses Ministeramt bis zum 26. März 1971, woraufhin Mikko Laaksonen von der Sozialdemokratischen Partei Finnlands (SDP) dieses Amt übernahm. Zuvor hatte sich die SKDL von der Zusammenarbeit mit der Volksfront getrennt, nachdem es den sogenannten Karpfenkrieg (Korppusodan) um eine Lockerung der Lebensmittelpreisregulierung verloren hatte.
Errki Tuominen, der seit 1970 auch Vorstandsvorsitzender der Rheuma-Vereinigung, war seit 1941 mit der späteren SKDL-Politikerin Mirjam Vire-Tuominen (1919–2011) verheiratet, die zwischen 1949 und 1975 Generalsekretärin der Vereinigung der finnischen Friedensverteidiger (Suomen Rauhanpuolustajat) und von 1970 bis 1979 Mitglied des Parlaments war. Aus dieser Ehe ging die Tochter Helena Marjatta (* 1947) hervor.

## Veröffentlichungen
- Rauhan ja isänmaan puolustuksesta, 1955
- Demokratia tänään ja huomenna, 1965.

## Hintergrundliteratur
- R. Ahtokari: Punainen Valpo. Valtiollinen poliisi Suomessa „vaaran vuosina“, 1969
- V. P. Leppänen: Kivääri vai äänestyslippu? Suomen kommunistisen puolueen hajaannus 1964–1970, 1999
- J. Salminen: Eripurasta yksituumaisuuteen. Tie konsensusyhteiskuntaan 1960–1975, 1999